# Grappenhall
Grappenhall – wieś w Anglii, w hrabstwie ceremonialnym Cheshire, w dystrykcie (unitary authority) Warrington. Leży 31 km na północny wschód od miasta Chester i 264 km na północny zachód od Londynu.